# Wasserverband Hessisches Ried
Der Wasserverband Hessisches Ried (WHR) ist ein Wasser- und Bodenverband. Aufgabe des Verbandes ist die Bewirtschaftung des Grundwassers im Hessischen Ried. Sitz des 1979 gegründeten Verbandes ist Biebesheim am Rhein.

## Aufgabe und Geschichte
Der zum Bundesland Hessen gehörende nordöstliche Teil der Oberrheinebene, das Hessische Ried, weist relativ geringe jährliche Niederschläge auf. Ursprünglich eine Sumpflandschaft, wurde das Gebiet vor allem in den 1930er Jahren durch verschiedene Maßnahmen zur Entwässerung landwirtschaftlich nutzbar gemacht. Dadurch wurde der Wasserhaushalt verändert und auch in die Grundwasserleiter eingegriffen. Das Ried ist als wichtiger Grundwasserspeicher für das Rhein-Main-Gebiet von Bedeutung, aus dem seit Mitte der 1960er Jahre doppelt so viel Wasser wie zuvor gefördert wurde. Die Grundwasserförderung durch den Menschen hat neben einer Trockenperiode von 1970 bis 1976 zu einem Absinken des Grundwasserspiegels um mehrere Meter geführt; die Folge waren Setzungsrisse an Gebäuden und Straßen, das Trockenfallen von Brunnen sowie Vegetationsschäden in weiten Waldbereichen.
1979 wurde die Gründung des Wasserverbandes Hessisches Ried beschlossen. Mit aufbereitetem Rheinwasser sollte der Absenkung des Grundwasserspiegels auf zwei Wegen begegnet werden: Einmal sollte die Landwirtschaft im Ried von diesem Oberflächenwasser ausreichende Mengen zur Bewässerung der Felder erhalten, statt selbst Grundwasser zu entnehmen; zum anderen sollte das Wasser in den Untergrund infiltriert werden, um so Grundwasser künstlich anzureichern und höhere Grundwasserpegel zu erreichen. 1989 wurde mit der Wasseraufbereitung begonnen, in den Folgejahren wurden die Anlagen ausgebaut. Ein weiterer Ausbau war vorgesehen, aber zunächst nicht mehr erforderlich. In den Folgejahren wurde die Infiltrationssteuerung verfeinert, um den Vorgaben des „Grundwasserbewirtschaftungsplans Hessisches Ried“ für Ober- und Untergrenzen des Grundwasserpegels – die noch dazu nach Standort verschieden sind – folgen zu können. Ab April 2005 hat der WHR Hessenwasser mit der Geschäftsführung des Wasserverbandes beauftragt.
Die Stabilisierung des Grundwasserspiegels durch die Infiltrationsmaßnahmen zeigte gute Erfolge, denn die Bildung von Setzungsrissen an Gebäuden und Straßen im Hessischen Ried ging deutlich zurück und trat auch in Trockenperioden nicht wieder auf. Dagegen blieben die Trocknisschäden in den Waldbereichen, unter denen die Grundwasserentnahme im Wesentlichen stattfindet, auch in den folgenden Jahrzehnten bestehen und nahmen weiter zu, weil die vormaligen, wurzelnahen Flurabstände nicht mehr erreicht wurden.
1991 war eine weitere Trockenperiode. Hingegen waren in den Jahren 1982, 1988 und 2001 hohe Grundwasserstände außerhalb der beanspruchten Waldbereiche zu verzeichnen. Infolgedessen kam es 2001 im Hessischen Ried wie auch in anderen Regionen mancherorts zu Vernässungen: Landwirtschaftliche Flächen standen unter Wasser, in mehreren Ortschaften kam es zu Kellervernässungen.
Im März 2015 änderte der WHR aufgrund rechtlicher Probleme mit seiner Finanzierung seine Satzung und gliederte die Aufgabe der landwirtschaftlichen Beregnung im Hessischen Ried in einen eigenen Beregnungswasserverband "WHR-Beregnung" aus. Die Grundwasserbewirtschaftung blieb weiter Aufgabe des WHR-Infiltrationsverbands. Zum WHR gehören die Wasserversorger Hessenwasser und Wasserbeschaffungsverband Riedgruppe Ost, die Landkreise Darmstadt-Dieburg, Groß-Gerau und Bergstraße, die Stadt Darmstadt und der neu gegründete "WHR-Beregnungsverband". Zusätzlich erlaubte die Strukturreform den Beitritt weiterer kommunaler Gebietskörperschaften im Verbandsgebiet, das nach der Neuordnung nahezu das gesamte Rhein-Main-Gebiet umfasst.

## Anlagen und Betrieb
Zur Grundwasseranreicherung werden bei Biebesheim dem Rhein bei Strom-Kilometer 463,6 bis zu 5400 Kubikmeter Wasser pro Stunde entnommen. Dies entspricht einem Tausendstel des mittleren Abflusses des Rheins an dieser Stelle. Das Rheinwasser wird im Wasserwerk Biebesheim zu einem Wasser mit Trinkwasserqualität aufbereitet. Zur Verteilung des Wassers steht ein 30 km langes Leitungssystem zur Verfügung. Nördlichster Punkt des Leitungsnetzes ist Dornheim bei Groß-Gerau, der südlichste Lampertheim an der Grenze zu Baden-Württemberg. Ein Teil des Wassers wird für Beregnungsanlagen auf einer Fläche von 33.200 ha der Landwirtschaft zur Verfügung gestellt, der andere Teil wird für Grundwasseranreicherungsanlagen verwandt. Letztere befinden sich in der Nähe von Grundwasserentnahmestellen und sollen einer Absenkung des Grundwasserspiegels entgegenwirken. Grundwassermessstellen überwachen den Grundwasserspiegel, der durch die Anreicherung innerhalb einer festgelegten Schwankungsbreite bleiben soll.